# Trichogramma fasciatum
Trichogramma fasciatum är en stekelart som först beskrevs av Perkins 1912.  Trichogramma fasciatum ingår i släktet Trichogramma och familjen hårstrimsteklar. Inga underarter finns listade i Catalogue of Life.